# عبد الله غيث
عبد الله غيث (28 يناير 1928 - 13 مارس 1993)، ممثل مصري. ولد في كفر شلشلمون بمنيا القمح في محافظة الشرقية.

## حياته الشخصية
نشأ في أسرة تمتلك مئات الأفدنة لأب يجيد الإنجليزية، درس الطب في لندن واستدعي أبوه ليتولى العمودية بقريته مع بوادر الحرب العالمية الأولى. فتزوج وأنجب خمسة أبناء وكان عبد الله أصغر أبنائه.
توفي والده وهو لا يزال صغيراً فاستمر في دراسته بالقرية إلا أنه كان تلميذاً شقياً يحب الهروب من المدرسة ليذهب إلى السينما والمسارح والحفلات الصباحية وبالكاد حصل على الإعدادية ثم الثانوية وظل بعدها يعمل بالزراعة ويشرف على أرضه مدة عشر سنوات ثم انتقل إلى القاهرة والتحق بمعهد الفنون المسرحية بإشراف أخيه حمدي غيث الذي عمل أستاذاً بالمعهد بعد رجوعه من بعثته بباريس.

## حياته الفنية
عرف عنه أنه أفضل من قدم المسرح الشعري.. فقد رشحه عميد المسرح يوسف وهبي ليخلفه على خشبة المسرح وبكت عليه جيهان السادات عندما مات في «الوزير العاشق». رفض التنازلات الفنية ليظل أحد أبرز نجوم المسرح العربي طوال خمسين عاماً.
التحق عبد الله غيث بالمسرح القومي وهو لا يزال طالباً في المعهد ولم يصادف أي مشكلة في دخوله عالم الفن. حصل على دبلوم المعهد العالي للفنون المسرحية عام 1955، ثم تتلمذ على يد شقيقه حمدي غيث وعمل بالتلفاز، له مشوار فني حافل بالعديد من المسلسلات والأفلام الدينية والتاريخية التي برع في أدائها حتى كاد ألا يخرج عنها في أواخره.
بدأ الفنان عبد الله غيث مشواره السينمائي في العام 1962 في فيلم «لا وقت للحب»، والعام 1963 «رابعة العدوية»، والعام 1964 «ثمن الحرية»، و«أدهم الشرقاوي».
بدأ عبد الله غيث عمله في المسرح القومي بأعمال كلاسيكية مترجمة وصلت إلى مئات المسرحيات منها: «وراء الأفق» و«حبيبتي شامينا» و«الخال فانيا» و«دنشواي الحمراء» و«كفاح شعب» و«مأساة جميلة» و«تحت الرماد» و«الدخان» و«الكراسي» و«الوزير العاشق» و«مرتفعات وذرنج» و«ملك القطن» و«آه يا غجر» و«الزير سالم» وكثيراً ما كانوا يرشحونه للأدوار الصعبة.
وتلا ذلك قيامه بأدوار البطولة في معظم المسرحيات الشعرية فاستحق عن جدارة لقب النجم الأول على مستوى الوطن العربي للمسرح الذي يؤدي شعراً وكان من قبل يفني.. لم يكن يحلم بأن يكون مهندساً أو محامياً وانحصر حلمه في شيئين: الفلاحة أو الفن. فقد كان يعشق الريف ولا يجد نفسه على حقيقتها إلا في قريته وهو يرتدي الجلباب ويجلس على المصطبة تحت الجميزة في الغيط على شاطئ الترعة بعيداً عن المظاهر والشكليات.
وكان يتردد مرتين في الأسبوع على قريته ما جعله يشارك أهله وجيرانه كفاحهم والتعرف على مشاكلهم ومتاعبهم وآلامهم وأمانيهم ولذلك منحوه الحب والثقة ورشحوه للعمودية بعد وفاة والده وأخيه الأكبر. وعندما أعلن موافقته المبدئية على المنصب أضيئت المنازل في الريف ترحيباً بهذه الموافقة ولما شغله الفن عن تولي العمودية ساهم في توليتها لابن عمه.
لم يشارك عبد الله غيث إلا في عدد قليل من الأفلام أشهرها: «أدهم الشرقاوي» عام 1964م و«حكاية من بلدنا» و«السمان والخريف» و«جفت الأمطار» و«الحرام» وكان لفيلم «الرسالة» العالمي وضع خاص. ويرجع سبب قلة أفلامه إلى عدم استعداده لتقديم أي تنازلات وكان يدقق في ما يختاره ويناسبه من الناحية الفنية فظل يمارس الفن بروح الهواية ولم يستطع أحد منافسته خاصة في نوعية الأدوار التي يختارها.

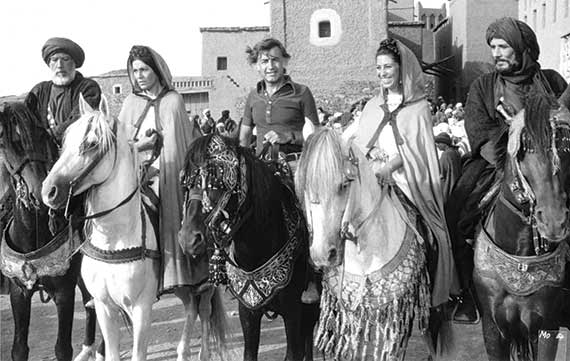
عبد الله غيث ومنى واصف ومصطفى العقاد من اليمين ومن اليسار أنتوني كوين وأيرين باباس

وقع اختيار المنتج والمخرج السوري مصطفى العقاد على عبد الله غيث للقيام بدور حمزة بن عبد المطلب عم الرسول في فيلم الرسالة عام 1976م والذي صورت معظم مشاهده ما بين أرض ليبيا والمغرب وتم إنتاج نسختين منه عربية وإنجليزية بنفس الديكور والمناظر مع تغيير في المجاميع والأبطال وفي المقابل قام الممثل العالمي أنتوني كوين بدور حمزة في النسخة الإنجليزية اعتقد المخرج مصطفى العقاد في البداية أن الممثلين العرب سوف يتعلمون الأداء الدرامي من الأجانب فتعمد أن يبدأ تصوير كل مشهد بالأبطال الأجانب وبعد مضي ثلاثة مشاهد بالتحديد فوجئ العقاد بالفرق في الإحساس بالشخصية وطريقة الأداء بين الممثل العربي وزميله الأجنبي فطلب من أنتوني كوين أن يجعل المجموعة العربية تبدأ بالتمثيل إذ لا يعقل أن تمثل شخصية إسلامية مثل أسد قريش بأسلوب أمريكي يطغي عليه الكابوي كان أنتوني كوين يقف معجباً مشدوهاً وهو يتابع عبد الله غيث حيث قال: «لو كان عبد الله غيث في أوروبا أو أمريكا لكان له شأن آخر» وأيدته النجمة العالمية في هذا الرأي قائلة: «إن عبد الله غيث فنان عالمي على مستوى عال».
أما في عالم التلفزيون اشتهر في العديد من المسلسلات الناجحة أولها مسلسل «هارب من الأيام» عام 1963م ولقب بعده بملك الفيديو «الصبر» و«الثعلب» و«المال والبنون» و«محمد رسول الله» و«الحرية» و«الكبرياء تليق بالفرسان» وآخرها «ذئاب الجبل» ولم يكن عبد الله راغباً في التردد على الأطباء أو المستشفيات لذلك لم تكتشف إصابته بسرطان الرئة والكبد معاً إلا في مراحلهما الأخيرة وكان وقتها يعمل في مسلسل «ذئاب الجبل» وفي مسرحية «آه يا غجر» تحامل على نفسه حتى انتهت المسرحية ولم يستطع إكمال أربعة مشاهد من «ذئاب الجبل» وأثناء وجوده بالمستشفى فوجئ بوفد ليبي ينوب عن الرئيس العقيد معمر القذافي يبلغه بأن هناك طائرة طبية خاصة تنتظره لنقله إلى أي بلد في العالم للعلاج أخبرهم طبيبه الخاص بأنه قد فات الأوان. رحل عبد الله غيث عن الدنيا في يوم الأربعاء 13 مارس 1993.
وقد تألق في مسرحيات «الحسين ثائرا» و«الفتى مهران» و«زيارة السيدة العجوز» و«الوزير العاشق».
تبنى الفنان عبد الله غيث في الفن المخرج علي غيث والذي عمل معه كمساعد مخرج في الجزء الأول من مسلسل «المال والبنون»، وبعد تأكد الفنان عبد الله غيث من نجاح التجربة انطلق علي غيث وأصبح مخرجا متميزا في القناة الأولى. ومن أعماله برنامج «زمن الفن الجميل»، و«ليالى الشرق» و«سحر الأنغام» و«الفن بين الماضي والحاضر». وبعد وفاة الفنان عبد الله غيث وفي بادرة عرفان وتقدير ممن تنبأ بنجاحه قام علي غيث ليمتعنا بأعماله الجذابة كعادته بإخراج سهرة عن حياة الفنان عبد الله غيث، والآن يتجه المخرج إلى تجربة جديدة في كتابة مسلسل تحت مسمى «نوادر أبو العريف».

## حياته الخاصة
تزوج عبد الله غيث صغيراً «18 سنة» من ابنة خالته التي رافقته طوال رحلة عمره وأنجبت له أدهم وعبلة والحسيني. وكان محافظاً في بيته لا يخلط بين صداقات الفن وجو الأسرة إلا في أضيق الحدود.

## جوائز
- 1964 : حصل على جائزة عن دوره في فيلم «ثمن الحرية».
- : حصل على جائزة عن دوره في مسرحية «الوزير العاشق».

## وفاته
توفي عبد الله غيث أثناء تصوير مسلسل ذئاب الجبل في 13 مارس عام 1993 عن عمر يناهز 63 عاماً على إثر أزمة قلبية مفاجئة.

## أهم أعماله

### الأفلام
- ديك البرابر:1992-تايكون الدخاخني
- عصر القوة:1991-أدهم الفيومي
- ملف سامية شعراوي:1988-قائد القوات المسلحة
- نجع العجايب:1988-قصير
- البيات الشتوي:1987-سالم الفلاح
- أفغانستان لماذا ؟:1984
- رجل اسمه عباس:1978
- الوليد والعذراء:1977
- الرسالة:1976-حمزة بن عبد المطلب
- الشيماء: أخت الرسول:1972-ضيف شرف - خالد بن الوليد
- حكاية من بلدنا:1969-عوض
- السمان والخريف:1967-حسن
- ثمن الحرية:1967-الضابط محمد درويش المصري
- الحرام:1965-عبدالله
- ذكريات التلمذة:1965-باهر
- أدهم الشرقاوي:1964-أدهم الشرقاوي
- رابعة العدوية:1963-لص
- لا وقت للحب:1963-سيد محمد ابراهيم
- رجل بلا قلب:1960-عبد الله
- بياعة الورد:1959
- عاشت للحب:1959
- وكيل النائب العام

### المسلسلات
- الثعلب:1993-محمد أنور السادات
- الصمت:1993
- الوعد الحق:1993-حرب بن أمية
- حكاية شفيقة ومتولي:1993-هريدي (أبو متولي)
- ذئاب الجبل:1993-علوان البكري
- المال والبنون ج1:1992-عباس الضو
- بوابة الحلواني ج1:1992-شلش الحلواني
- بيوت في المدينه:1992
- حصاد الحب:1992-فرغلي عبدالجبار
- زمن الحلم الضائع:1992-الحاج نعمان
- ساعة ولد الهدى:1992
- وداعاً قرطبة:1992
- الخطر:1991
- تحت ظلال السيوف:1991-ضرار بن الأزور
- كنوز لا تضيع:1990
- مجالس العرب: من مجالس هارون الرشيد:1990
- أحزان نوح:1989-نوح
- الحب في عصر الجفاف:1989-علي بك
- دوار يا زمن:1988
- الساقية تدور:1987-العمدة فهمي الأشقر
- القضاء في الإسلام ج1، ج2:1987، 1989-أبو جعفر المنصور
- الكتابة على لحم يحترق:1987
- الوجه الآخر:1987-جلال الدين الألفي
- رحمه:1987
- لا إله إلا الله ج3:1987-الحكيم آي
- مصرع المتنبي:1987-المتنبي
- فوتوغرافيا : 1986 - مصطفى زيدان
- حارة الشرفا:1986-إبراهيم
- ابن تيمية:1985-ابن تيمية
- إبن عمار:1985
- الجراد والأرض:1985
- دوامة الحياة:1985
- رسول الإنسانية:1985
- البركان:1984-عتريس أبو شامة
- السندباد:1984
- زهرة والمجهول:1984
- الجزار الشاعر:1983
- عابر سبيل:1983-نوح عبدالباري آدم/عطية الصيرافي
- موسى بن نصير:1983-موسى
- نور الإسلام:1983-عبدالله
- الأب العادل:1982
- شعراء المعلقات:1982-عمرو بن كلثوم
- محمد رسول الله ج3:1982-عاموس
- وتوالت الأحداث عاصفة:1982-العميد رشدي
- الشك:1981
- محمد رسول الله ج1:1980-الراوي
- الصقر:1979
- دمعة ندم:1979-الحاج بسيوني
- طيور بلا أجنحة:1979-أيوب
- قلب بلا دموع:1979
- ليلة سقوط غرناطة:1979-غسان الغساني
- أبناء في العاصفة:1978-علوي
- عنترة:1978-شيبوب
- الإنسان والحقيقة:1976
- سليمان الحلبي:1976-السيد
- القضبان:1974-أحمد
- الأخرس والقلادة الخشبية:1972
- المتهمة:1972-مظهر
- قضية صقر:1972
- المجنون:1971
- النصيب:1971
- العصابة:1970-فتحى البنهاوى
- الممكن:1970-الكاتب مصطفى محمود
- بعد العذاب:1969-سلام
- لا تنظر إلى الوراء:1968
- الرجل ذو الوجه القبيح:1967
- السائر وحده:1967
- وجهان للحقيقة:1967
- الضحية:1964
- خيال المآتة:1964
- عروس اليمامة:1964
- قصة مدينة:1964
- هارب من الأيام:1963
- عذراء مكة:1961
- أبو زيد والناعسة
- العدل والتفاحة
- الكبرياء تليق بالفرسان
- المجاهدون
- المجاهدون
- خفايا البيوت (البيوت أسرار)
- رجال فوق الصخور: صخر
- شيء من الخوف
- عبدالرحمن الغافقي
- فوتوغرافيا
- قرية الرعب
- قلوب فقدت الحب
- من سيرة بني هلال: عزيزة ويونس: أبو زيد الهلالي
- موعد مع الخوف: رضوان
- هنداوي
- وجاء الإسلام بالسلام

### المسلسلات الإذاعية
- صيف حار جداً:1992-
- حكاية الدكتور مسعود:1979-
- عزيزة ويونس:1959-
- البيت الملعون: مناع
- العقرب
- الغريب والجبل: عبدالجبار
- النور: صابر
- أولاد حارتنا
- جزيرة الحب
- دماء على الصحراء
- دموع السواقي: غانم
- رجالة بلدنا: منشاوي
- رجل تحت الصفر
- رحلة الليل: كامل
- رسول من كوكب مجهول
- صبيحة وعلام
- صلاح الدين الأيوبي
- طفل فوق الستين: بهلول / ديبو العجوز / باهي عبدالباسط الشرقاوي
- عابد المداح: عابد المداح
- عندما بكى الشيطان
- عندما ينطق الجبل
- فتح مكة
- قصر الظلام
- مطلوب خدامة
- من أجل ولدي: فؤاد
- هنداوي
- وفية والزمن

### المسرحيات
- آه يا غجر:1993-العمده
- حزب ايوب:1990-ايوب
- حبيبتي شامينا:1972
- الفخ:1971
- مصرع كليوباترا:1968
- صفقة مع الشيطان:1965
- العباسة:1963
- المحروسة:1961-عبدالحميد غزال
- الحسين ثائرا: الحسين
- الخال فانيا: الخال فانيا
- السلام
- القضية: قاضي المحكمة
- الوزير العاشق: ابن زيدون
- بلدي يا بلدي
- عنترة
- فيدرا
- مكبث: مكبث

### أخرى
- أوبرا: أوبريت ميلاد أمة:1980
- برنامج: حكاية مصرية/حسن طوبار:1969
- سهرة تليفزيونية: العتبة
- سهرة تليفزيونية: الكنة
- سهرة تليفزيونية: علبة من الصفيح الصدئ
- سهرة تليفزيونية: في العتبة: إبراهيم
- سهرة تليفزيونية: ملحمة الحب والحجارة
- سهرة تليفزيونية: يوم اليرموك

## روابط خارجية
- عبد الله غيث على موقع IMDb (الإنجليزية)
- عبد الله غيث على موقع الدهليز
- عبد الله غيث على موقع قاعدة بيانات الأفلام العربية
- عبد الله غيث على موقع قاعدة بيانات الفيلم (الإنجليزية)